# Scotognapha canaricola
Espèce
Synonymes
- Gnaphosa canaricola Strand, 1911

Scotognapha canaricola est une espèce d'araignées aranéomorphes de la famille des Gnaphosidae.

## Distribution
Cette espèce est endémique de La Gomera aux îles Canaries,.

## Description
La femelle holotype mesure 9 mm. Le mâle décrit par Platnick, Ovtsharenko et Murphy en 2001 mesure 7,28 mm.

## Étymologie
Son nom d'espèce lui a été donné en référence au lieu de sa découverte, les îles Canaries.

## Publication originale
- Strand, 1911 : Arachniden von der kanarischen Insel Gomera, gesammelt von Herrn Prof. Dr W. May. Archiv für Naturgeschichte, vol. 77, no 1-2, p. 189-201 (texte intégral).